# Maronia
Maronia — рід совкових з підродини совок-п'ядунів який зустрічається в Південній Америці, у Французькій Гвіані.

## Систематика
У складі роду:
- Maronia celadon Schaus, 1916
- Maronia mapeta Druce, 1891